# Huta Dolna
Huta Dolna [pronunciación en polaco: /ˈxuta ˈdɔlna/] (en casubio: Dolnô Hëta) es un pueblo ubicado en el distrito administrativo de Gmina Przywidz, dentro del Condado de Gdańsk, Voivodato de Pomerania, en Polonia del norte. Se encuentra aproximadamente a 4 kilómetros al norte de Przywidz, a 21 kilómetros al oeste de Pruszcz Gdańesquí, y a 26 kilómetros al suroeste de la capital regional Gdańsk.
Para detalles de la historia de la región, véase Historia de Pomerania.
El pueblo tiene una población de 83 habitantes.